# 尾崎恵理
尾崎恵理（おざき えり、1980年5月19日 - ）は、日本の元タレント。1997年から2000年までの約4年間、プロダクション尾木に所属し、活動。大学2年時に、芸能界を引退。

## 来歴
- 愛知県出身。
- 名古屋大学教育学部附属中学校・高等学校→早稲田大学政治経済学部。
- 2001年クラリオンガール・特別賞

## 人物
早稲田大学政治経済学部に一般入試で合格。

## 出演番組
- 「明石家出版」（日本テレビ系）
- 「タモリのネタでNIGHTフィーバー!」（フジテレビ系）
- 「踊る!さんま御殿!!」（日本テレビ系）

ほか